# Dorio Lazăr
Dorio Lazăr (n. 20 aprilie 1922, San Remo, Liguria, Italia – d. 2004, Erbach, Hessa, Germania) a fost un sculptor, pictor, poet, eseist și traducător român și german.
A fost fiul pictorului român Ghelman Lazăr (1887-1976).
A absolvit în 1948 Academia de Artă din București.

## Critic de artă
În anii '50, Dorio Lazăr a fost redactor șef al revistei "Arta Plastică", editată de Ministerul învățământului și culturii și de Uniunea Artiștilor Plastici, și responsabil cu definirea noului discurs în artă. S-a păstrat, din acea perioadă, discursul lui Dorio Lazăr la ședința din 27 iunie 1952 a Uniunilor de Creație din România:
După cum știți, artiștii plastici sunt foarte legați - și, în general, creatorii, dar artiștii plastici mai mult - de evenimentele actuale. De pildă, acum este campania recoltărilor: până acum nu s-a făcut nimic concret - în afară de discuții -, campania trece și artiștii plastici nu pot merge pe teren să vadă, să se inspire, ca la anul să vină cu lucrări bune.
În acea perioadă, critici de artă precum Dorio Lazăr au instaurat „limba de lemn”, o formă de artificializare a limbajului plastic până la reducerea sa la un simplu instrument decorativ al puterii.
După plenara U.A.P. din 23 – 28 martie 1955, Dorio Lazăr publica în revista Arta Plastică nr. 2, 1956 un articol intitulat „În preajma unei etape noi”, în care sintetiza concluziile acestei Plenare: 
S-a trecut la o nouă etapă prin care creatorii simt că noile schimbări radicale sunt făgașul firesc al artei lor, iar în ce privește orientarea spre viață și tendința de a cultiva un limbaj plastic realist manifestă o covârșitoare unitate de vedere la toate generațiile de creatori.

## Sculptor
Spre a fi pe gustul conducerii PCR, sculpturile lui Dorio Lazăr au fost inspirate din istoria clandestinității comuniste, de exemplu Grivița Roșie (1947), astfel că, după 1948, Dorio Lazăr avea să fie asociat aparatului propagandistic.

Statuia lui Stalin instalată în faţa Primăriei din Oraşul Stalin (Braşov), dezvelită la 6 noiembrie 1951

În 1950 s-a organizat un concurs de proiecte pentru o statuie monumentală a lui Iosif Vissarionovici Stalin, concurs la care au prezentat machete în jur de 20 de sculptori. Juriul pentru alegerea câștigătorului era prezidat de Ana Pauker . Anunțul pentru concurs, publicat în ziarul partidului, suna astfel: "Expresia dragostei poporului român față de personalitatea ilustrului conducător al socialismului victorios, mareșalul Iosif Visarionovici Stalin, genialul comandant al armatei pașnice a tuturor muncitorilor de pe glob, cere prezența unui mare monument ridicat în onoarea sa în centrul Capitalei. Dornice să împlinească această urgentă necesitate culturală, Comitetul pentru Artă și Comitetul de Partid al Capitalei au hotărât să instituie un concurs. Artiștii au datoria patriotică de a se înscrie. Numai arta și talentul unui artist într-adevăr creator vor putea desemna câștigătorul!".

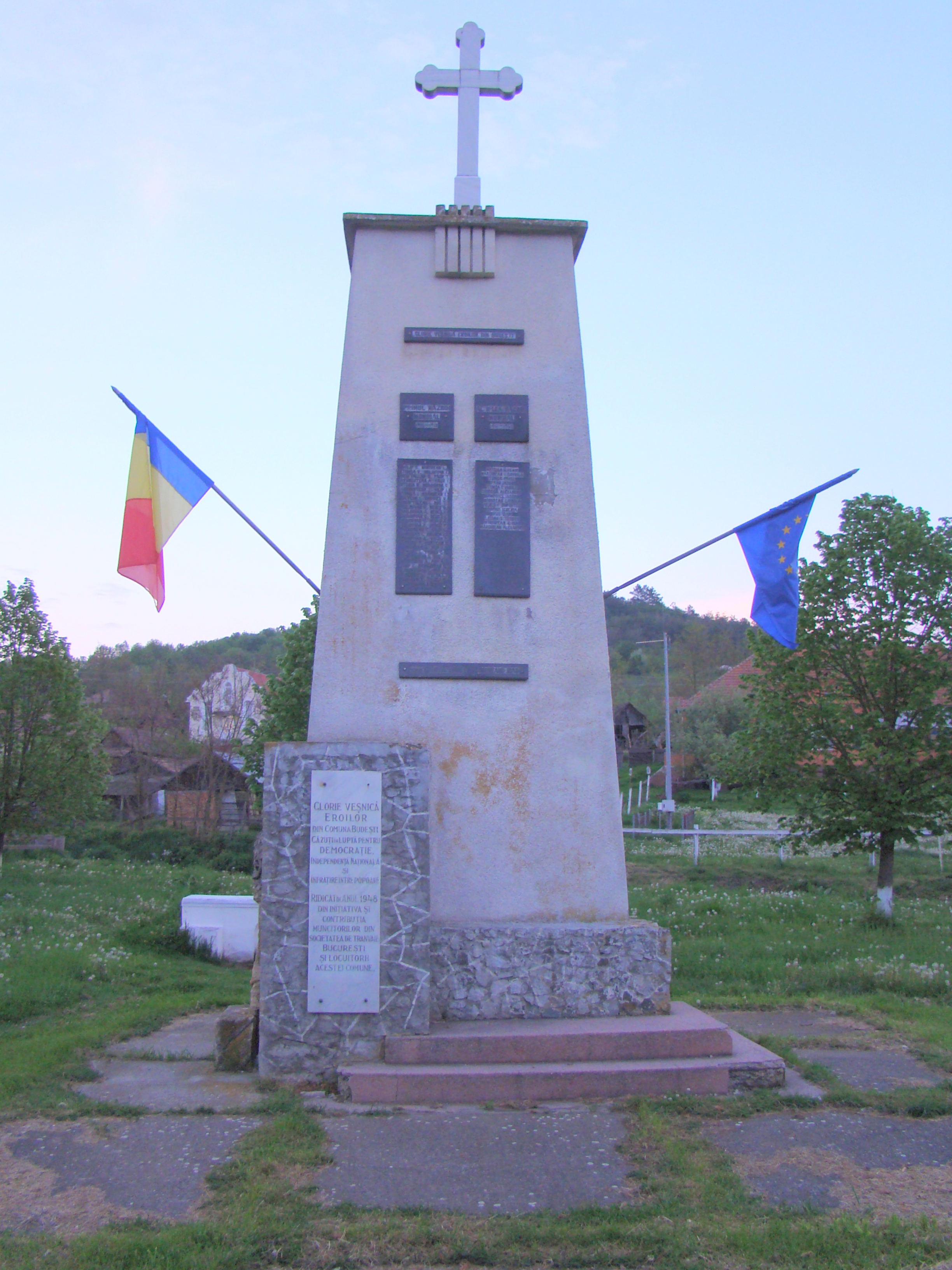
Monumentul „Apărătorii Păcii”, autor Dorio Lazăr, sat Budești; comuna Budești, în parcul din fața primăriei Budești (1948)

Favorit din cei zece sculptori rămași în concurs după o preselecție era considerat sculptorul Constantin Baraschi, despre care se știa că încă cu câteva luni înainte de Lovitura de stat de la 23 august 1944 ar fi început să modeleze Monumentul ostașului sovietic eliberator, care apoi a fost dezvelit în Piața Victoriei în anul 1946, în prezența regelui Mihai al României.
Pentru a fi sigură că monumentul dedicat lui Stalin se încadrează în criteriile impuse de acesta, Ana Pauker i-a cerut opinia lui Nikolai Tomski, un sculptor rus care executase mai multe statui ale generalisimului, amplasate în diferite orașe din Uniunea Sovietică, și una, considerată cea mai bună lucrare a sa, la Dresda, în Republica Democrată Germană. Juriul a fost surprins când, în 23 martie 1950, nu macheta lui Baraschi a fost aleasă, ci cea a sculptorului Dimitrie Demu. Tomski a apreciat și o a doua machetă, și anume cea realizată de Dorio Lazăr, după care a fost în final făcută o statuie ce a fost amplasată în „Orașul Stalin“, cum fusese redenumit în 1950 Brașovul.
Statuia din ghips a lui Stalin a fost inaugurată la 7 noiembrie 1951, pe locul actualei troițe din fața Consiliului Județean, iar statuia din bronz a lui Stalin se înălța pe locul actualului Cimitir al Eroilor.
Numeroasele sale lucrări de sculptură au fost remarcate cu prilejul unor expoziții internaționale în Olanda 1956 sau Polonia 1960, precum si la manifestarile de artă româneasca organizate la Belgrad și Budapesta 1969, Düsseldorf 1968 (Interfauna) și Moscova 1971. A avut expoziții personale la București în 1964 și 1973.
La începutul anilor ’80, Dorio Lazăr s-a stabilit în Germania, în localitatea Erbach (Odenwald), unde a continuat să lucreze deopotrivă pictură și sculptură, într-un atelier personal, deschis cu sprijinul municipalității.

## Scriitor
În Germania a obținut o notorietate scriitoricească, fiind remarcat pentru memorialistica în limba franceză și poezia în limba germană. A publicat două albume de pictură, în care a inserat o serie de poeme lirice, în limba germană, de o aleasă ținută poetică.
- L'art Dans La Republique Populaire Roumaine. Nouveaux Succès Des Arts Plastiques, 1950
- Arts in the Rumanian People's Republic (Bucharest: Editorial Office, 1951)
- Kontrapunkt : Gedanken und Bilder, 180 pagini, editura Klado, 2000
- Clan (Roman), 172 pagini, Editura Klado, 2004

## Traducător
Continuând activitatea literară, a tradus în limba germană mai multe poeme de Tudor Arghezi, publicate de mai multe reviste din Bonn și München.

## Distincții
Pentru merite dovedite în activitatea artistică i s-a acordat, în 1951, Premiul de Stat.
- Ordinul Muncii clasa a III-a (9 iunie 1954) „pentru merite deosebite în domeniul artelor plastice”[13]

## Donație
În anul 2004, Muzeul Național de Artă al României a primit donația Dorio Lazăr, din Germania, care cuprindea 21 de lucrări de pictură românească modernă, 65 de desene și șase gravuri realizate de pictorul Ghelman Lazăr, tatăl donatorului.

## Literatură
- Octavian Barbosa, Dicționarul artiștilor români contemporani, Editura Meridiane, 1976 (este menționat ca un creator cu un aport demn de relevat în arta româneasca din a doua jumătate a secolului XX)[2]
- Clarisse Lazar: Mémoire ... Dorio Lazar (poète.), 52 pagini, Editura Klado, 2003

## Lucrări
- Monumentul "Apărătorii Păcii", 1949, instalat în parcul din fața primăriei satului Budești, județul Bistrița-Năsăud, înscris ca monument istoric cu cod LMI BN-III-m-B-01734.[15]
- Visare, ridicat în 1964 la Galați, pe str. Domnească, pe aleea pietonală dintre blocurile P8 și P10, înspre Faleza Dunării. Inițial era o compoziție reprezentând un copil sprijinit în coate. În prezent mai există doar soclul din piatră.[16]
- Avântul, ridicat în 1965 la Galați, Țiglina I, Piața Coventry, din beton placat cu travertin, cu o deschidere dinamică la partea superioară.[17]
- Progresul, ridicat în 1965 la Galați, Țiglina I, Piața Coventry, din beton placat cu travertin.[18]

Lucrări ale sale se regăsesc și în muzee, ca de exemplu: Muzeul de Artă din Drobeta Turnu Severin.